# Allied Expeditionary Air Force
Allied Expeditionary Air Force (abgekürzt AEAF) bezeichnet das Hauptquartier der alliierten Expeditionsluftstreitkräfte, die die Invasion in Nordfrankreich während des Zweiten Weltkriegs unterstützten. Es wurde von dem britischen Air Marshal Trafford Leigh-Mallory geführt, bestand von November 1943 bis Mitte Oktober 1944 und stand neben der Allied Expeditionary Ground Force (der 21st Army Group) und der Allied Naval Expeditionary Force unter dem Befehl des Supreme Headquarters Allied Expeditionary Force (SHAEF) unter General Dwight D. Eisenhower.

## Geschichte
Der Plan für die spätere Operation Overlord wurde, nachdem eine Landung auf dem Kontinent aus dem Vereinigten Königreich und damit die Eröffnung einer zweiten Front mehrfach verschoben worden war, von den Combined Chiefs of Staff (CCS) nach der Casablanca-Konferenz von Anfang 1943 für das Jahr 1944 ernsthaft ins Auge gefasst und die Planungen nach der Konferenz von Québec vom August 1943 beschleunigt. Die Idee, die alliierten Expeditionsstreitkräfte nach Teilstreitkräften getrennt zu führen, war logisch und ergab sich bereits aus der Aufgabenteilung im Planungsstab COSSAC. COSSAC war ursprünglich in fünf Aufgabenbereiche untergliedert: je einer für Heer, Marine, Luftstreitkräfte, Aufklärung/Informationsbeschaffung und Administration/Logistik. Jeder Teilbereich war weiter in eine amerikanische und eine britische Sektion untergliedert. Auch die zwei letztgenannten Teilbereiche, Intelligence und Administration waren nach Land, See und Luft untergliedert. Die immer weiter zunehmende Größe des Planungsstabs ließ es als sinnvoll erscheinen, Funktionen unter in Aussicht genommenen Kommandeuren zusammenzufassen. So verhielt es sich bei dem für die Luftstreitkräfte zuständigen Teilstab, als im Juni 1943 der Air Marshal Sir Trafford Leigh-Mallory als Air Commander-in-Chief pro tempore eingesetzt wurde und die vormals nach Nationalität getrennten Teilstäbe miteinander fusionierten. Leigh-Mallory war es dann auch, auf den sich die CCS im August 1943 in Québec einigten, um den Oberbefehl über die alliierten Luftstreitkräfte während der Invasion zu übernehmen.

### Aufstellung
Anfang November 1943 wurde der Auftrag der CCS an Leigh-Mallory formuliert, die taktischen Luftflotten der Alliierten im Vereinigten Königreich unter seinem Befehl zusammenzufassen, wobei er unmittelbar dem zu diesem Zeitpunkt noch nicht ernannten Supreme Allied Commander unterstellt werden würde. Das Hauptquartier AEAF wurde am 15. November aktiviert und übernahm unmittelbar die Kontrolle über die RAF Second Tactical Air Force und die Air-Defence of Great Britain (vormals RAF Fighter Command). Einen Monat später wurde ihm auch die amerikanische Ninth Air Force unterstellt. Die Beantwortung der Frage, ob auch die alliierten strategischen Luftflotten unter den Befehl der AEAF gestellt werden sollten, wurde auf einen späteren Termin verschoben.

### Operationen vor dem D-Day
Die AEAF setzten die Planungsarbeiten für den D-Day fort und begannen umgehend mit vorbereitenden offensiven Luftoperationen (siehe Luftkrieg während der Operation Overlord #Alliierte Operationen vor dem D-Day). Daneben führten sie Einsätze zur Neutralisierung der nun erkannten Bedrohung durch deutsche V-Waffen durch (siehe Operation Crossbow).
Im Vorfeld von Overlord kam es zu einer Kontroverse zwischen den britischen und amerikanischen Luftwaffenbefehlshabern über die beste Methode, das Ziel dieser Phase, die Unterbrechung der Logistik des Gegners, zu erreichen. Leigh-Mallory vertrat dabei einen sogenannten Transportation Plan, der vorsah, insbesondere das Schienennetz des besetzten Frankreich fortgesetzt anzugreifen und so den deutschen Nachschub zu schädigen. Dabei beriet ihn der Akademiker Solly Zuckerman, der seine eigenen Forschungsergebnisse über die Effekte alliierter Bombardements in Süditalien einbrachte. Demgegenüber setzte der Oberbefehlshaber der United States Strategic Air Forces in Europe (USSTAF), General Carl A. Spaatz, auf eine Luftoffensive gegen die deutsche Treibstoffindustrie (Oil Plan) mit demselben Ziel.

### Aufstellung am D-Day (6. Juni 1944)

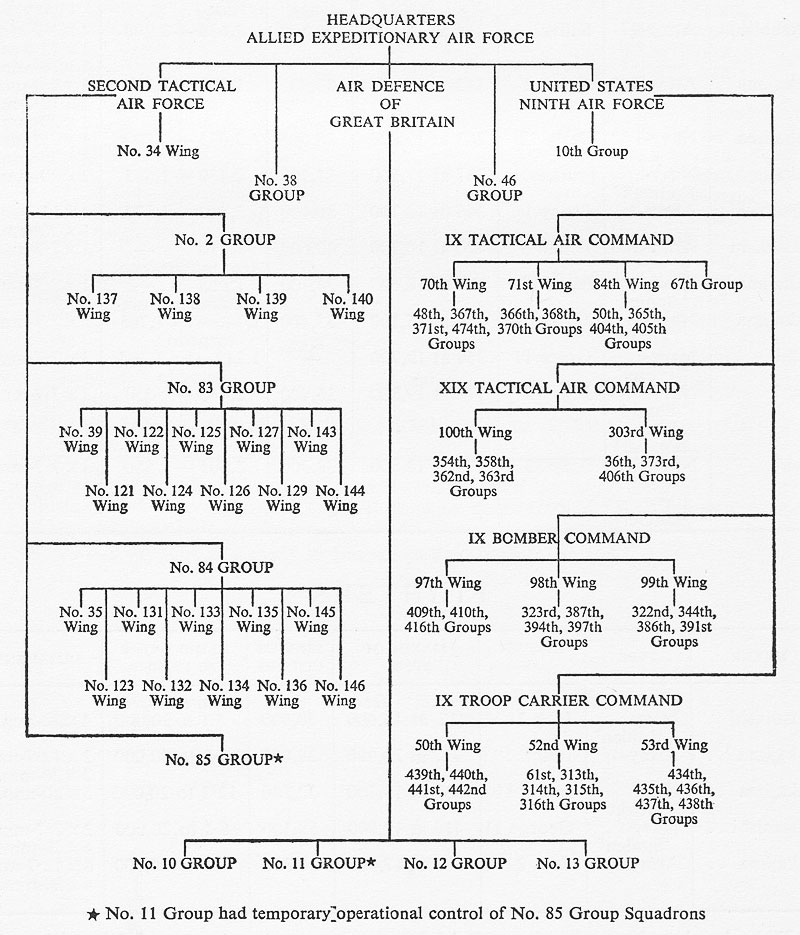
Organisationsdiagramm für den 6. Juni 1944

- Headquarters, Allied Expeditionary Air Force
  - No. 38 Group RAF (Leslie Hollinghurst)
  - No 46 (Transport) Group RAF (Arthur Fiddament)
  - RAF Second Tactical Air Force (Arthur Coningham)
    - No. 34 (Strategic Reconnaissance) Wing RAF
    - No. 2 (Bomber) Group RAF (Basil Embry)
    - No. 83 Group RAF (Harry Broadhurst)
    - No. 84 Group RAF (Leslie Brown)
    - No. 85 (Base Defence) Group RAF (John Cole-Hamilton)

  - Air-Defence of Great Britain (Roderic Hill)
    - No. 10 Group RAF (Arthur Vere Harvey)
    - No. 11 Group RAF (Hugh Saunders)
    - No. 12 Group RAF (Malcolm Henderson)
    - No. 13 Group RAF (John Boret)

  - Ninth Air Force (Lewis H. Brereton)
    - 10th Photographic Group (Reconnaissance)
    - IX Tactical Air Command (Elwood Richard Quesada)
    - XIX Tactical Air Command (Otto P. Weyland)
    - IX Bomber Command (Samuel E. Anderson)
    - IX Troop Carrier Command (Paul L. Williams)

Quelle: 

### Während der Operation Overlord
Die AEAF hatten einen beträchtlichen Anteil an der Etablierung des alliierten Brückenkopfes in der Normandie. Dabei kam den beteiligten Befehlshabern die räumliche Nähe ihrer Stäbe zugute (sowohl die RAF 2TAC als auch die Ninth Air Foce hatten ihr vorgeschobenes Hauptquartier im selben Gebäude in Uxbridge am Westrand Greater Londons, während das Hauptquartier AEAF wenige Kilometer entfernt in Stanmore residierte. Beide Seiten tauschten ihre Aufklärungsergebnisse aus und waren bereit, den Umständen entsprechend ihre Einheiten der jeweils anderen Seite temporär zu unterstellen oder deren Bodentruppen durch eigene Kräfte zu unterstützen.
Entscheidend war der Anteil der beiden Luftflotten auch beim amerikanischen Ausbruch aus dem Brückenkopf (Operation Cobra), gleichzeitigen britischen Operationen um Caen und der Bekämpfung der deutschen Truppen im Kessel von Falaise.

### Auflösung
Im September 1944 lotete Lord Louis Mountbatten, der Oberbefehlshaber des alliierten South East Asia Command, die Möglichkeit aus, Leigh-Mallory als Befehlshaber der alliierten Luftstreitkräfte auf diesem Kriegsschauplatz abzuwerben. Der Chef der United States Army Air Forces, Henry H. Arnold, befürwortete zu dieser Zeit die Abschaffung des Hauptquartiers AEAF, das er als überholt ansah. Eisenhower auf der anderen Seite sah Leigh-Mallory weiterhin als geeigneten Mann an, den er ungern ziehen lassen wollte. Am 20. September 1944 schaltete sich der britische Secretary of State for Air Archibald Sinclair ein und bestand auf der Erfüllung der Beschlüsse der Zweiten Québec-Konferenz, wonach Leigh-Mallory so schnell wie möglich für den neuen Posten freizustellen sei. Eisenhower erreichte mit Verweis auf die heftigen Kämpfe dieser Zeit eine Verzögerung, aber am 15. Oktober, kurz nach der Abreise Leigh-Mallorys, wurde das Kommando aufgelöst.
Stattdessen wurde im SHAEF ein Luftstab unter dem britischen Air Marshal James Robb gebildet, das die operative Leitung der Luftoperationen übernahm. Air Chief Marshal Arthur Tedder wurde damit beauftragt, die alliierten taktischen Luftflotten zu koordinieren.